# Wadena (Minnesota)
Wadena es una ciudad ubicada en el condado de Wadena en el estado estadounidense de Minnesota. En el Censo de 2010 tenía una población de 4088 habitantes y una densidad poblacional de 293,38 personas por km².

## Geografía
Wadena se encuentra ubicada en las coordenadas 46°26′50″N 95°7′36″O / 46.44722, -95.12667. Según la Oficina del Censo de los Estados Unidos, Wadena tiene una superficie total de 13.93 km², de la cual 13.93 km² corresponden a tierra firme y (0.06%) 0.01 km² es agua.

## Demografía
Según el censo de 2010, había 4088 personas residiendo en Wadena. La densidad de población era de 293,38 hab./km². De los 4088 habitantes, Wadena estaba compuesto por el 95.65% blancos, el 1.57% eran afroamericanos, el 0.27% eran amerindios, el 0.44% eran asiáticos, el 0% eran isleños del Pacífico, el 0.24% eran de otras razas y el 1.83% pertenecían a dos o más razas. Del total de la población el 1.39% eran hispanos o latinos de cualquier raza.